# 亀井龍夫
亀井 龍夫（かめい たつお、1930年8月6日 - 2010年10月23日）は京都市出身の編集者。

## 略歴
父亀井三郎（化学者、京都帝国大学教授）と叔父亀井奎介（内科医、岐阜医大教授）は共に高知県出身で第三高等学校 (旧制)OB。旧制京都府立第一中学校（現・京都府立洛北高等学校）のころから文学作品に魅せられ太宰治に私淑していた。第三高等学校 (旧制)を経て、1954年、東京大学文学部仏文科卒業。同年、古山高麗雄の後任として河出書房に入社。主に文芸出版を担当した。『知性』編集部での同僚に山口瞳がいる。
1957年に河出書房倒産に伴い退社し、フリーライターとなる。テレビ関連の仕事もこなした。
1957年11月、新潮社に入社し三高の先輩の野平健一と仕事をするようになる。『週刊新潮』編集部で齋藤十一の薫陶を受ける。1985年5月、廃刊寸前の健康雑誌だった『新潮45+』を、編集長として『新潮45』にリニューアル、長年務めた。1987年4月、同誌5月号で横光利一作品を川端康成未発表作品として掲載する誤報事件を起こす。
文芸編集者として『小林秀雄全集』なども担当した。1999年6月、新潮社取締役で新潮社を退社。浜田マキ子主宰の『月刊ぺるそーな』編集人をしていたが2009年4月号で休刊勇退した。
2010年10月23日、肺がんのため東京都品川区の病院で死去。80歳没。